# 上蘆別車站
上蘆別車站（日语：／ Kami-ashibetsu eki */?）是位於北海道蘆別市上蘆別町的北海道旅客鐵道（JR北海道）根室本線的鐵路車站。車站編號為T27。電報略號為ミヘ。本站為快速列車「狩勝」的車站，亦是1972年急行列車「空知【初代】」的起點車站。

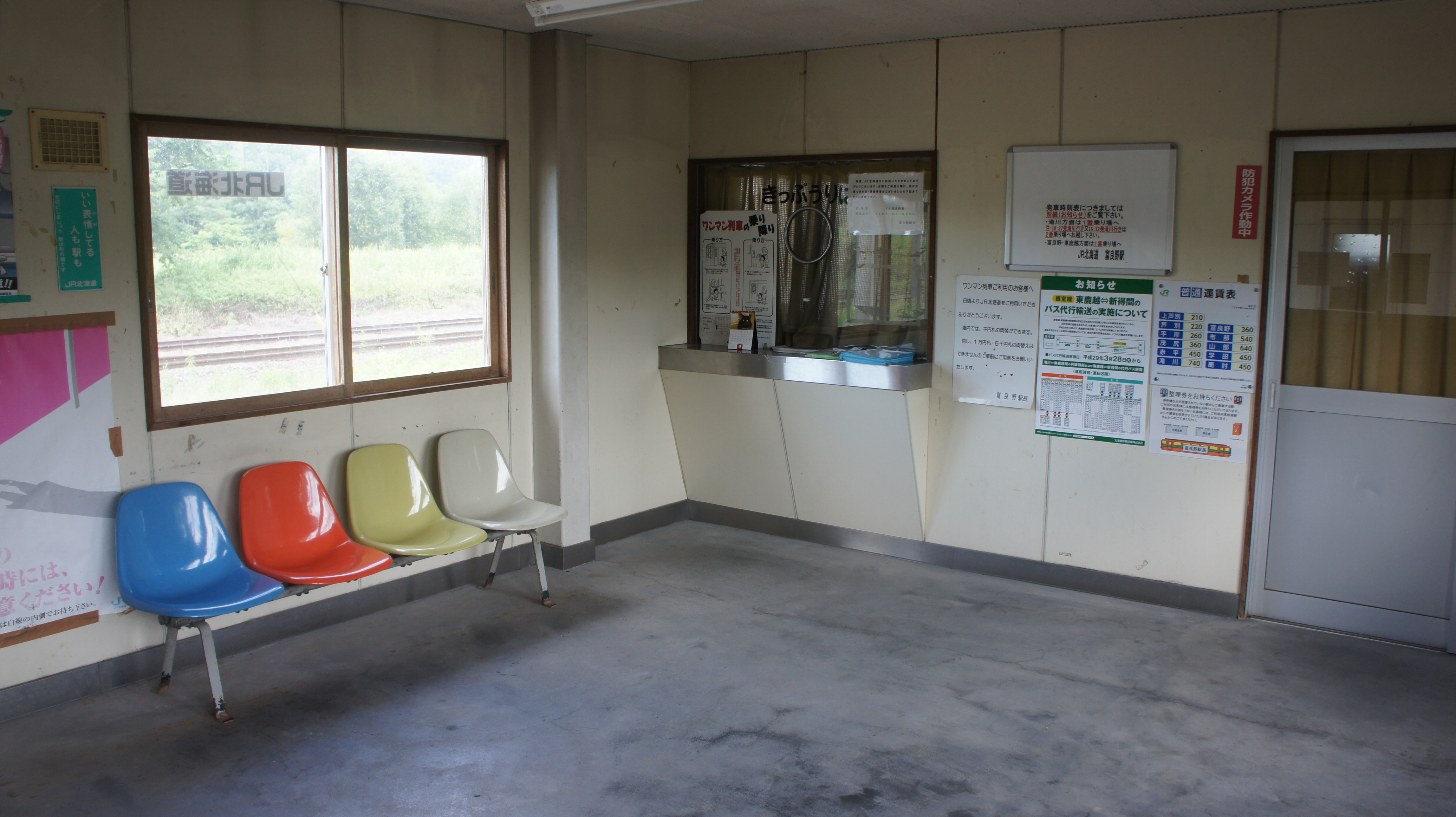
車站內部（2017年8月）

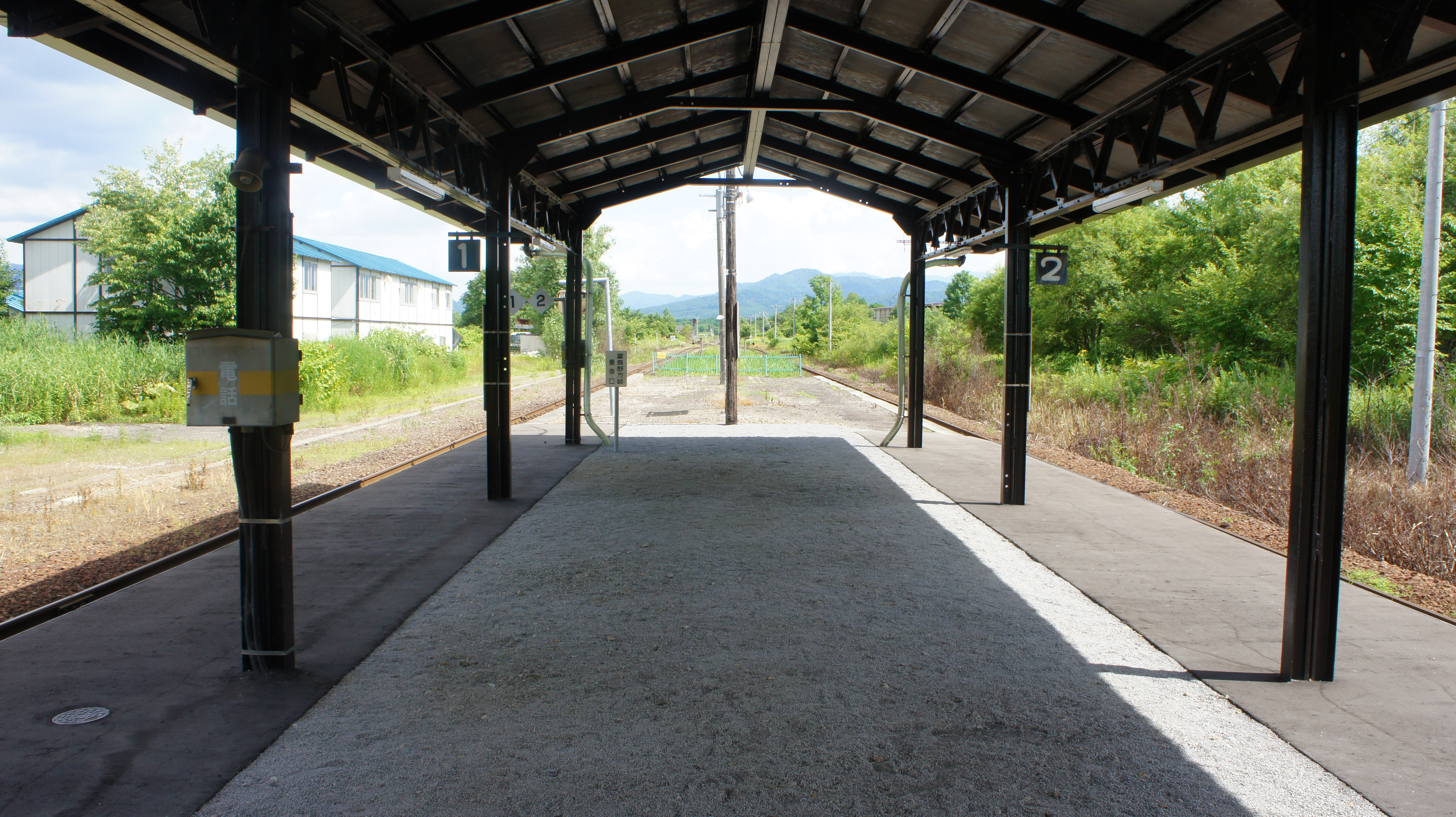
月台（2017年8月）

## 歷史
- 1920年（大正6年）1月16日 - 在下蘆別～野花南之間設立的國有鐵道車站。一般車站。
- 1932年（昭和4年） - 蘆別森林鐵路開始營業。
- 1949年（昭和24年）12月24日 - 三菱礦業蘆別採礦場專用鐵路上蘆別～邊溪之間開始行駛。
- 1954年（昭和29年） - 三菱礦業蘆別採礦場專用鐵路邊溪～邊溪三坑之間開始行駛。
- 1961年（昭和36年） - 蘆別森林鐵路被廢除。
- 1964年（昭和39年）3月 - 三菱礦業蘆別採礦場專用鐵路被廢除。
- 1982年（昭和57年）5月30日 - 廢除貨物及行李處理。
- 1987年（昭和62年）4月1日 - 國鐵分割民營化後，由JR北海道繼承。

## 車站構造
本站為擁有1個島式月台及2條鐵路路線的地面車站，站內設有跨線橋和自動售票機。本站為無人車站，過去由於三菱礦業及明治礦業的煤炭運輸，令車站周邊相當繁榮。

## 車站周邊
- 國道38號
- 蘆別警察署上蘆別派出所
- 上蘆別郵政局
- 野花南湖
- 野花南水壩
- 空知交通「上蘆別車站前」站
- 北海道中央巴士（高速富良野號）、空知交通「上蘆別小學」站（沿國道38號線）

## 相鄰車站
北海道旅客鐵道（JR北海道）
■根室本線
快速（上行3438D）
蘆別（T26） ← 上蘆別（T27） ← 富良野（T30）
快速（上述以外，包括「狩勝」）、普通
蘆別（T26）－上蘆別（T27）－野花南（T28）

## 外部連結
- 上蘆別車站（页面存档备份，存于）（日文）